# Marcel Jouhandeau
Marcel Jouhandeau född 26 juli 1888 i Guéret, död 8 april 1979 i Rueil-Malmaison, var en fransk författare.
Jouhandeau arbetade som gymnasielärare i Paris. Han debuterade med självbiografiska romanen La jeunesse de Théophile, 1921 och skrev sedan flera självbiografiska verk. Sina dagböcker utgav han i 28 band mellan åren 1961 och 1983.  
Den kubistiske målaren och grafikern Louis Marcoussis betraktade hans roman Monsieur Godeau intime (1926) som ett mästerverk och utgav 1933 en egen mästerlig svit med 6 etsningar i en portfolio tillägnad romanfiguren Godeau, Eaux-fortes théâtrales pour Monsieur G... 
1979 utgavs poeten Max Jacobs brev till Marcel Jouhandeau.